# 卡娅·焦梅克
卡娅·焦梅克（波蘭語：Kaja Ziomek，1997年8月3日—），波兰女子速度滑冰运动员，2020年欧洲速度滑冰锦标赛女子团体竞速赛铜牌得主、2020年世界单程距离速度滑冰锦标赛女子团体竞速赛铜牌得主、2022年欧洲速度滑冰锦标赛女子团体竞速赛金牌得主。